# Ostatnia piosenka
Ostatnia piosenka (ang. The Last Song, 2010) – amerykański melodramat w reżyserii Julie Anne Robinson, z fabułą opartą na powieści Nicholasa Sparksa z 2009. Premiera filmu odbyła się 31 marca 2010 roku w Los Angeles.
Polska premiera kinowa Ostatniej piosenki miała odbyć się 11 czerwca 2010 roku. Jednakże dystrybutor zrezygnował z rozpowszechniania filmu. Jako przyczynę podano złe wyniki oglądalności na świecie. Premiera filmu odbyła się 20 marca 2014 na kanale HBO Polska o godzinie 18:20.

## Opis fabuły
Film opowiada o zbuntowanej nastolatce – Veronice (Ronnie), która zostaje zmuszona przez swoją mamę do spędzenia wakacji z ojcem, z którym nie miała kontaktu od trzech lat, czyli od rozwodu jej rodziców. W Nowym Yorku była przyłapana na kradzieży i chodziła do nocnych klubów. Od małego uczyła się gry na pianinie od swojego ojca, który był w tym prawdziwym mistrzem. Po jego odejściu Veronica znienawidziła ten instrument. Dziewczyna poznaje gracza siatkówki plażowej – Willa, żyjącego marzeniami o studiowaniu na Ivy League, staje się on obiektem westchnień Veroniki. Z czasem dowiaduje się o sekrecie, jaki chłopak skrywał przed nią od kilku miesięcy oraz o tajemnicy swojego ojca.

## Obsada
- Miley Cyrus – Veronica "Ronnie" Miller
- Liam Hemsworth – Will Blakelee
- Hallock Beals – Scott
- Bobby Coleman – Jonah Miller
- Nick Soercy – Tom Blakelee
- Greg Kinnear – Steve Miller
- Kelly Preston – Kim Miller
- Stephanie Leigh Schlund – Megan Blakelee
- Adam Barnett – Teddy
- Carly Chaikin – Blaze
- Rhoda Griffis – Doctor
- Kricket Ichwantoro – Nurse Janet
- Bonnie Johnson – Neighbor
- Nick Lashaway – Marcus
- Lance E. Nichols – Pastor Harris
- Melissa Ordway – Ashley

i inni